# Музика Криту
Музика Криту (гр. Κρητική μουσική), належить до традиційних форм грецької народної музики, поширених на острові Крит у Греції. Критська традиційна музика включає інструментальну музику (зазвичай також включає спів); акапельні пісні, відомі як ριζίτικα; ερωτόκριτος; критські міські пісні (ταμπαχανιώτικα); а також інші різноманітні пісні та народні жанри (колискові, ритуальні плачі тощо).
Історично на острові були значні варіації в музиці (більше скрипки, ніж ліри на Далекому Сході та Західному Криті, перевага сиртосу на Західному Криті та конділіям на Східному Криті). Деякі з цих варіацій зберігаються і сьогодні, а наприкінці XX та на початку XI століть привернули більшу увагу вчених і засобів масової інформації. Однак, протягом XX століття виникло відчуття єдиної критської музичної традиції на всьому острові.
Попри те, що багато критської музики залишається свідомо близьким до свого народного коріння та невід'ємною частиною повсякденного життя багатьох критян, це також яскрава сучасна популярна традиція, що розвивається, яка включає багатьох професійних і напівпрофесійних музикантів, численні регіональні звукозаписні компанії, професійні розповсюджувачі.

### Інструментальна музика
Значна частина критської музики містить використання інструментів (і зазвичай також спів). Ліра, скрипка та лауто (критська лютня) переважають, але інші поширені інструменти включають мандоліну, мандолу, уд, тіамполі (суравлі), аскомандуру, класичну гітару (особливо на Східному Криті), булгарі та даулі (давул). Існує також інструмент, відомий як віололіра, гібрид скрипки та ліри, який у різні часи користувався різним ступенем популярності.
Критська музика була в основному гетерофонічна за текстурою або супроводжувалася дронами та квінтакордами на критській лютні, класичній гітарі, мандоліні, булгарі тощо.
Як і більшість грецьких народних музик, критська музика тісно пов'язана з танцем, і найпоширеніші музичні форми безпосередньо відповідають критським танцям, які можуть їх супроводжувати, таким як сіртос, пентозалі, сіганос, підіхтос і суста. Певні традиційні танці з інших регіонів Греції, особливо каламатіанос і балос, також широко виконуються професійними критськими музикантами, як правило, з критськими текстами, на музичних зібраннях принаймні з XX століття. Подібно до мелодій скрипки в різних інших традиціях, критська танцювальна музика часто включає повторювані мелодії або повторювані пари мелодій, вибір і об'єднання яких є імпровізованим під час виконання.
Іншою поширеною музичною конструкцією є таксімі (гр. ταξίμι), ритмічно вільне, імпровізоване інструментальне соло (наприклад, на скрипці, лірі чи лютні) у певному звукоряді, чи ладі, що передує власне танцювальній пісні.

#### Мантінади
Значна частина критської музики є імпровізаційною. Як правило, слова критської інструментальної музики мають форму мантинад (гр. μαντινάδα): п'ятнадцятискладових римованих (або асонантних) куплетів, які беруть свій початок у середньовічній критській поезії (як римовані куплети). Також вони можуть бути у раніших (неримованих) формах грецького вірша (у тій же п'ятнадцятискладовій формі).
Кожен рядок мантинади поділено на два піввірші — перший із восьми складів, а другий із семи, розділені цезурою. З цієї причини інколи, коли мантинади транскрибуються, вони розбиваються на чотири коротші рядки за схемою рими ABCB на відміну від традиційної форми куплету. Віршовий розмір мантинад зазвичай розбивається на вісім послідовних ямбів, за якими йде ненаголошений склад, форма, відома в грецькій мові як політичний вірш і схожа на англійський чотирнадцятискладник і баладну строфу. Можуть бути невеликі відхилення в метрі.

Наприклад:
Τα κρητικά τα χώματα, όπου και αν τα σκάψεις,

αίμα παλικαριών θα βρείς, κόκαλα θα ξεθάψεις.
Критські землі, де б ви їх не копали,

Кров хлопців знайдете, кістки викопаєте.
Мантінади написані на різні теми. Багато хто зосереджується на коханні, використовує пасторальні образи та використовує критську ідіоматичну грецьку мову . Численні фольклористи з початку ХХ століття видали великі збірки мантинад.
Деякі мантінади трактовані як самостійні римовані куплети з довгих віршів, зокрема «Еротокрітос», епічна поема, яка є основною частиною літератури Критського Відродження.

### Акапельний спів (ριζίτικα)
Існує також акапельна традиція гірських пісень, відомих як ριζίτικα.

### Еротокрит
Існує також потужна традиція співати уривки Еротокриту під певний набір мелодій як окремий пісенний жанр (з інструментальним супроводом або без нього). Весь набір мелодій повторюватиметься стільки разів, скільки потрібно для тривалості уривку, який співається.
Іноді римовані куплети беруть уривки з Еротокриту і співають як мантінади.

### Міські пісні (ταμπαχανιώτικα)
«Табаханіотіка» — це критський міський музичний репертуар інструментальної та вокальної музики, який належить до ширшої родини міських жанрів. Основними особливостями цих пісень є дроми (тобто лади) та музичні інструменти, такі як лауто та булґарі. Знову ж таки, критська мантінада часто займає чільне місце в словах таких пісень.
Згідно з Ніколаосом Саріманолісом, останнім живим виконавцем цього репертуару в Ханьї, табаханіотіка не вважалася андеграундною музикою, і її лише співали, а не танцювали, на відміну від ребетіко. Лише кілька музикантів грали табаханіотіку, найвідомішим із яких був гравець на булґарі Стеліос Фусталієріс (1911—1992) з Ретимно. Свій перший булґарі Фустальєріс купив у 1924 році. У 1979 році він сказав, що в Ретімно булґарі було широко поширене протягом 1920-х років.
Попри нестачу виконавців, пісні табаханіотіки були поширені, їх можна було виконувати й на домашніх сходинах. До відомих артистів цього жанру, які спочатку були біженцями з Малої Азії, належать гравець на бузукі Ніколаос «Ніколіс» Саріманоліс (Νικολής Σαριμανώλης; народився в Неа-Ефесі в 1919 році) як учасник фольклорної групи, заснованої Костасом Пападакісом у Ханьї в 1945 році, Антоніс Катінаріс (також базується в Ханьї), а також Міхаліс Арабацоглу та Нікос Гіалідіс із Ретимно.

## Історія

### Витоки
Критська музика, як і більшість традиційної грецької музики, виникла як продукт стародавньої візантійської музики із західним і східним натхненням. Перша згадка про ліру була в 9 столітті перським географом Ібн Хуррададхбіхом (пом. 911); у своїй лексикографічній дискусії про інструменти він згадав ліру (lūrā) як типовий інструмент візантійців поряд з (органом). Ліра широко поширилася візантійськими торговими шляхами, що з'єднували три континенти; в XI і XII століттях європейські автори використовують терміни фідель і ліра як синоніми, коли йдеться про смичкові інструменти. Нащадки візантійської ліри продовжували грати в поствізантійських регіонах до наших днів з незначними змінами, наприклад, калабрійська ліра в Італії, критська ліра, гадулка в Болгарії та понтійська ліра в Туреччині.

### Поствізантійська доба
Після падіння Константинополя багато візантійських і венеціанських музикантів знайшли притулок на Криті та заснували музичні школи. Французький лікар у 1547 році (П'єр Белон) повідомив про войовничі танці на Криті, а англійський мандрівник у 1599 році повідомив про дикі танці, які виконувалися пізно вночі.
Найдавніші транскрипції народних пісень у всій Греції можна простежити від XVII століття, коли пісні типу rizitika були згадані ченцями в монастирях Івірон і Ксеропотаму на горі Афон.
Зв'язок між музикою та релігією продовжується на сучасному Криті; Кажуть, що священники є чудовими народними співаками, у тому числі співак різітіко Аггелос Псілакіс. Саме в цей період, коли формувалася сучасна критська народна музика, діяв Франсіско Леонтарітіс . Чіткий музичний зв'язок між критською музикою та візантійським співом був задокументований у фундаментальному дослідженні «La chanson grecque» швейцарського музикознавця та архівіста Самуеля Бод-Бові.

### ХХ ст.

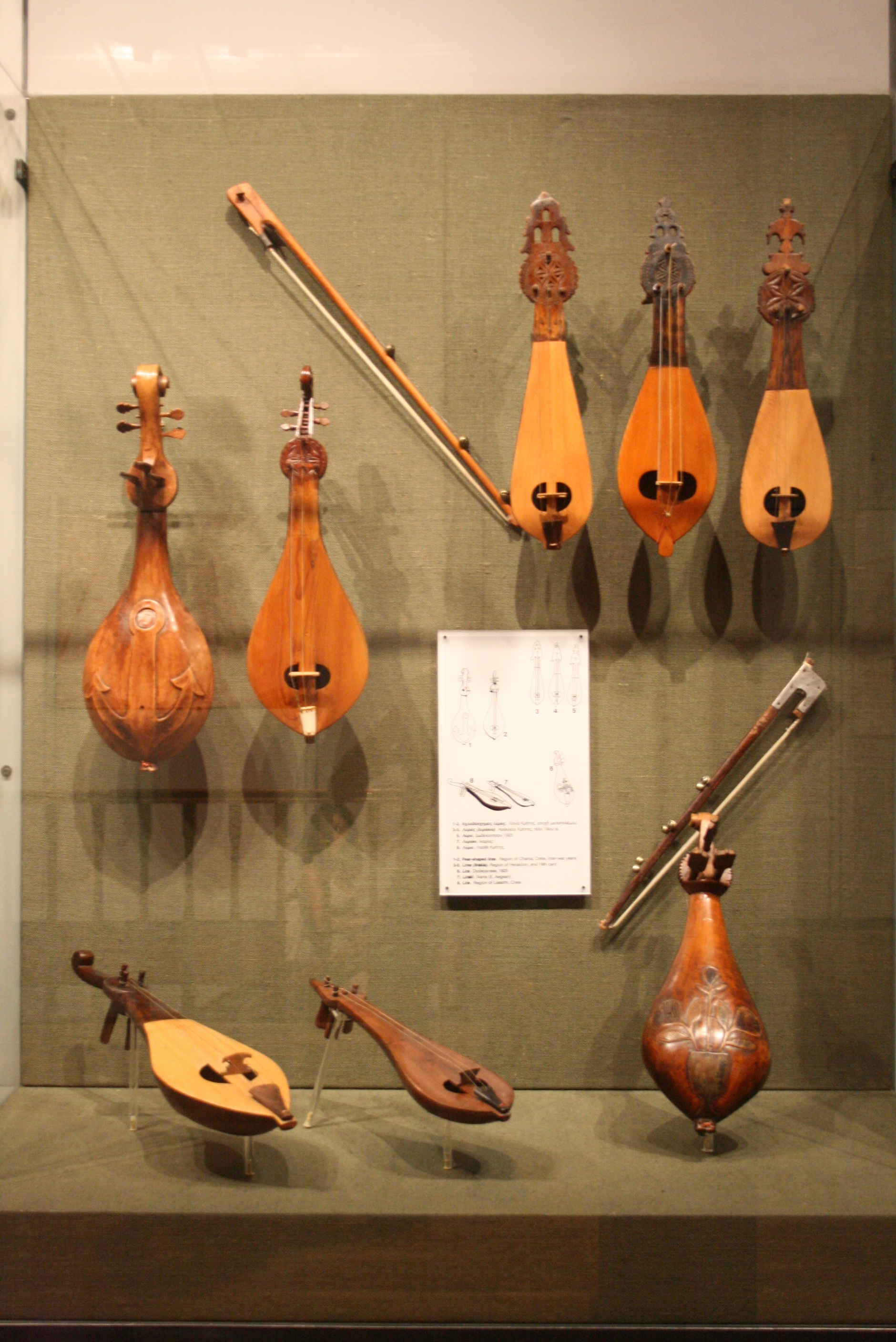
Критські ліри

Критська музика зазнала значного розвитку у XX столітті, пов'язаного з професіоналізацією, технологіями та модернізацією, попри те, що вона залишалася тісно вплетеною в повсякденне життя багатьох критян. Критська музика також продовжувала широко виконуватися аматорами в повсякденному житті.
Критська музика була записана ще в 1917 році і відтоді продовжується активно записуватися.

## Танці
- Дамес
- Пентозалі
- Підіхтос
- Суста
- Сіртос, як і в музиці материкової Греції, — це танець у розмірі 4/4. На Криті цей танець зазвичай супроводжується мелодією критської ліри у пришвидшеному темпі
- Трізаліс
- Ангаліастос
- Малевізіотіс

## Соціологія
Численні вчені відзначають, що сучасна критська музика була переважно чоловічою сферою і, зокрема, слугувала місцем для прояву своєї «мужности».

## Критські музиканти
Одними з найперших зірок популярної музики з Криту були Андреас Родінос, Янніс Бернідакіс, Стеліос Куцуреліс, Стеліос Фусталієріс, Ефстратіос Калогерідіс, Костас Пападакіс, Міхаліс Кунеліс, Костас Монтакіс, Леонідас Кладос і Танасіс Скордалос. Пізніше, у 1960-х роках, такі музиканти, як Нікос Ксілоуріс (Псаронікос) і Янніс Маркопулос, поєднали критську народну музику з класичними техніками. За вищезазначений вибір Нікос Ксілоуріс отримав негативну критику консервативних шанувальників критської музики, але він залишався популярним, як і виконавці подібного стилю, такі як Хараламбос Гаргануракіс і Василіс Скулас. Сьогодні серед видатних виконавців Антоніс Ксілоуріс (Псарантоніс), Гіоргос Ксілоуріс (Псарогіоргіс), Росс Дейлі, Лудовікос тон Аногейон, Стеліос Петракіс, Василіс Ставракакіс, група Chainides, Захаріас Спірідакіс, Міхаліс Ставракакіс, Міцос Ставракакіс, Міхаліс Конта хакіс, Дімітріос Вакакіс, Гіоргос Скордалос, Георгіос Цантакіс, Міхаліс Цуганакіс, Еліас Хорефтакіс, Янніс Харуліс та Георгіс Пантермакіс. І, звісно, легендарний Ніколас Гоніанакіс.